# Paramenthus nanus
Paramenthus nanus är en spindeldjursart som beskrevs av Volker Mahnert 2007. Paramenthus nanus ingår i släktet Paramenthus och familjen Menthidae. Inga underarter finns listade i Catalogue of Life.